# Asz-Szata’ibi
Asz-Szata’ibi (ar. شطايبي; fr. Chetaïbi) – miasto w północnej Algierii, w prowincji Annaba, nad Morzem Śródziemnym.